# Samantha Fox
Samantha Karen Fox (Londra, 15 aprile 1966) è una cantante, attrice ed ex modella britannica.
Ottenne una grande popolarità negli anni ottanta soprattutto con i singoli Touch Me (I Want Your Body) (1986), che raggiunse le vette delle classifiche internazionali di Gran Bretagna, Stati Uniti, Svezia e Australia, e Nothing's Gonna Stop Me Now (1987).

## Biografia

### Infanzia e adolescenza
Samantha Karen Fox nacque a Mile End, una zona della circoscrizione londinese di Tower Hamlets, figlia maggiore di Patrick John Fox e Carole Ann Wilken. Aveva una sorella, Vanessa (1972-2023) e ha due fratellastri dal secondo matrimonio di suo padre, Frederica e Frankie. Fox proviene da una famiglia di commercianti della zona East End di Londra. Il suo interesse per il teatro la portò per la prima volta sul palco all'età di tre anni ed entrò a fare parte della scuola teatrale Anna Scher a 5 anni. La sua prima apparizione televisiva giunse nel 1976, all'età di 10 anni, in uno spettacolo della BBC intitolato No Way Out.
A 11 anni iniziò a frequentare la scuola teatrale Judi Dench Mountview vicino a casa sua nel Crouch End. Formò la sua prima band musicale a 14 anni ed ottenne il primo contratto discografico un anno dopo con la Lamborghini Records. Abbandonò la carriera teatrale e quella musicale quando iniziò a lavorare come modella.

### Carriera di modella
All'inizio del 1983, Carole Fox fotografò l'allora sedicenne figlia in lingerie e inviò le immagini al concorso amatoriale per modelle Face and Shape of 1983 indetto dal quotidiano The Sunday People. Arrivata seconda al concorso, le sue fotografie furono pubblicate sul Sunday People, a seguito delle quali un fotografo del Sun la invitò per una sessione fotografica professionale. Il 22 febbraio 1983, con il consenso e il supporto dei genitori, Samantha apparve per la prima volta in topless sulla Pagina 3 del Sun. Alcuni mesi dopo l'inizio della carriera di modella, assicurò il suo seno per 250.000 sterline. Samantha vinse per tre anni consecutivi (1984, 1985 e 1986) il premio come "Ragazza dell'anno della Pagina 3" del Sun, e la sua fama contribuì ad accrescere l'interesse per le ragazze procaci del giornale. Vennero pubblicate anche immagini in riviste erotiche, anche se furono pochi gli scatti che la ritraevano in nudo integrale.
Nel 1986 annunciò l'abbandono del ruolo di modella per il Sun all'età di 20 anni, e solo nel 1995 accettò di apparire nuovamente nel quotidiano in occasione del venticinquesimo anniversario della Pagina 3. Il suo ritorno ebbe un grande responso tra i lettori e Samantha posò per l'intera settimana dell'anniversario fino a quando, nel numero finale di venerdì, il Sun incluse una sua foto in topless in formato A3. Le sue ultime foto senza veli risalgono all'ottobre del 1996 quando posò, all'età di 30 anni, per Playboy. Il padre fu l'amministratore della carriera di modella di Samantha agli esordi, ma i due interruppero i rapporti economici quando lei scoprì che i suoi compensi venivano sottratti proprio dal genitore.
Patrick John Fox e Carole Ann Wilken divorziarono in seguito. Il 15 settembre 2008 Samantha Fox viene proclamata "la migliore pin-up di sempre della Pagina 3" (best page 3 pin-up ever) dal quotidiano britannico The Daily Star in seguito ad un'indagine effettuata online sui lettori, battendo modelle come Lucy Pinder, Linda Lusardi e Katie Price. Compiaciuta del successo ottenuto con tanti voti, Samantha decide di posare nuovamente nuda per il quotidiano che pubblica le foto esclusive nel numero del 25 settembre 2008 accompagnate da un'intervista, 24 anni dopo aver ottenuto per la prima volta il premio per "Ragazza dell'anno della Pagina 3".

### Carriera musicale

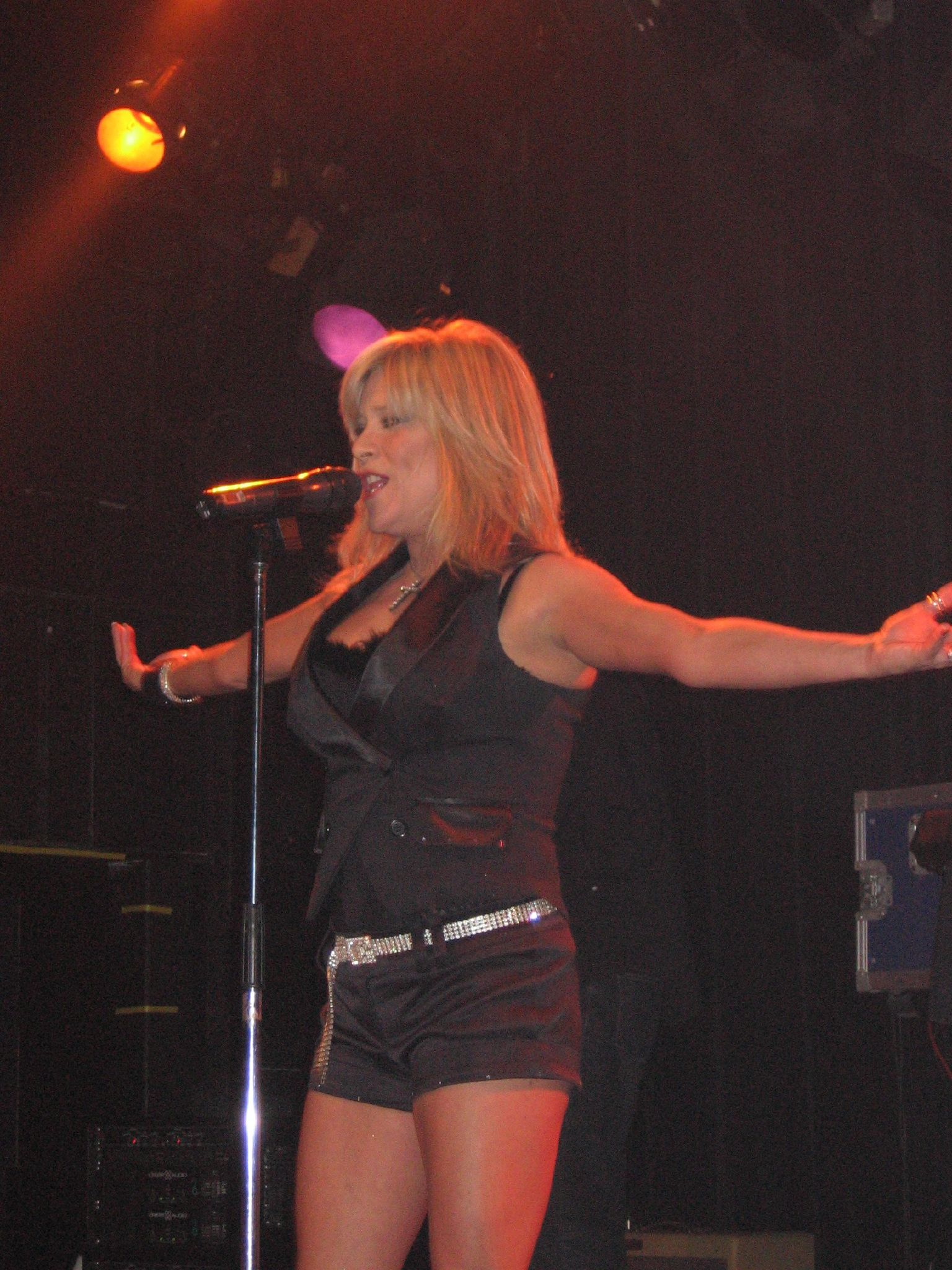
Samantha Fox durante un'esibizione a Vaudreuil-Dorion, 18 dicembre 2005

Negli anni ottanta intraprese una carriera musicale di successo, collaborando con produttori di rilievo come Stock Aitken Waterman e Full Force. Il suo primo singolo, Touch Me (I Want Your Body), pubblicato all'età di 20 anni, arrivò alla Top 10 delle classifiche delle due sponde dell'Atlantico (n. 3 in Inghilterra, n. 4 negli Stati Uniti) e arrivò al numero 1 in molti paesi. Fu uno dei dischi di maggior successo degli anni ottanta in Australia. Il suo concerto di debutto fu al club Hippodrone di Peter Stringfellow. La cantante piazzò tre singoli nella Top 10 sia in Inghilterra che negli Stati Uniti. In Canada e negli USA furono Naughty Girls (Need Love Too) e I Wanna Have Some Fun ad arrivare nei primi 10 posti, mentre in Inghilterra lo stesso accadde per Do Ya Do Ya (Wanna Please Me) e Nothing's Gonna Stop Me Now. Il successo musicale la portò in tour in vari paesi del mondo tra cui anche Bosnia, Russia, Ucraina e Siberia.
Nel 1986 comparve come protagonista virtuale nel videogioco di strip poker Samantha Fox Strip Poker per Commodore Amiga, Commodore 64, ZX Spectrum, MSX, BBC Micro e Amstrad CPC. Nel 1989 presentò i Brit Awards insieme a Mick Fleetwood, edizione che viene ricordata per una serie di problemi tecnici che si presentarono durante lo spettacolo in diretta televisiva. Lo stesso anno a New York apparve sul canale tv musicale MTV come presentatrice di video, e altri partecipazioni tv comprendono una divertente intervista a Rolf Harris durante la quale la Fox si rivolgeva al suo ospite chiamandolo "Ralph" in più occasioni. Prese parte alla sitcom Charles in Charge nel 1990 portando sullo schermo il personaggio di Samantha Steele, una finta rock star che veniva spinta dal suo agente a flirtare con Charles Scott Baio per comparire sui giornali di cronaca rosa. Partecipò anche ad uno Spring break a Fort Lauderdale, dove cantava le sue hits del momento agli studenti dei college.
Nel 1991 venne pubblicato il suo quarto ed ultimo album per l'etichetta Jive Records intitolato Just One Night. Il responso del pubblico non fu però dei più calorosi poiché l'album risultò molto simile ad altri in circolazione in quegli anni. L'intenzione della Fox di lasciare un'impronta più rock e quella della Jive Records di avere un'impostazione dance-pop, dettero come risultato un album piuttosto inconsistente. I singoli estratti furono (Hurt Me! Hurt Me!) But The Pants Stay On, Another Woman (Too Many People) e Just One Night. Nel 1992 la Jive pubblicò la prima raccolta ufficiale della Fox intitolata Greatest Hits che conteneva inediti e b-side come Even In The Darkest Hours, Giving Me A Hard Time e Hot Lovin'.
Nel 1995, Samantha Fox intende rilanciare la sua carriera musicale partecipando all'Eurovision Song Contest con la canzone Go For The Heart con la quale si propone come cantante principale del gruppo Sox, ma il brano risulta solo al quarto posto in seguito alla votazione del pubblico. Nel 1997 viene pubblicato l'album 21st Century Fox dal gusto Eurodance e Hi-NRG nel quale la Fox è sia coautrice dei brani che produttrice di molti. Un anno dopo viene lanciato sul mercato americano trainato dal singolo Let Me Be Free. Altri singoli estratti sono Deeper e The Reason Is You.
Nell'agosto del 2004, il remix del suo hit Touch Me (I Want Your Body) cantato insieme a Günther (nome d'arte di Mats Söderlund) restò per diverse settimane al numero 1 della hit di vendita dei singoli in Svezia. L'album Pleasureman di Günther che conteneva la canzone venne pubblicato anche negli USA dall'etichetta Rhino Records nel 2006. Nel novembre 2005 esce in Canada Angel With An Attitude come risultato della collaborazione della Fox con il produttore Joe Barrucco. Lo stesso album viene pubblicato in Australia nel 2007 con l'aggiunta di Touch Me 2007 realizzata insieme al DJ Santiago Cortez.
Come parte della promozione dell'album nel paese, viene distribuito a selezionate stazioni musicali il cd promozionale del brano I Give Myself To You che include anche una versione remix inedita dello stesso brano e Touch Me 2007. Nello stesso anno la Fox prende parte al tour australiano Countdown Spectacular 2 che la porta in giro per il continente. Nel corso dello spettacolo vengono proposte Do Ya Do Ya (Wanna Please Me) e Touch Me (I Want Your Body). Nel gennaio 2008, la Fox e la sua partner/manager Myra presero parte al reality show Celebrity Wife Swap per la tv britannica Channel 4, scambiandosi i ruoli con Freddie Starr e sua moglie Donna.
In Spagna esce il 5 maggio 2008 l'album di debutto di Hotel Persona (duo composto da Stefan Olsdal -del gruppo Placebo- e David Amen) intitolato In The Clouds che comprende anche una versione inedita di Touch Me cantata con la Fox, oltre a brani eseguiti con Miguel Bosè, Alaska e Brian Molko. Il 17 luglio 2008 il sito ufficiale samfox.com riporta la notizia dell'uscita del singolo Midnight Lover in Grecia e Cipro da lunedì 14 luglio. In esso vengono incluse versioni inedite dall'ultimo album Angel With An Attitude e il nuovo remix di Touch Me firmato da Santiago Cortes.
La comunicazione ufficiale specifica inoltre che il singolo promozionale è stato distribuito nella maggior parte dei Paesi Europei inclusi Francia, Italia, Spagna, Portogallo, Austria, Bulgaria, Svezia, Turchia ed Israele.
Il 29 gennaio 2009 l'artista annuncia dalle pagine del sito ufficiale la nascita della propria etichetta discografica indipendente "Fox". Il comunicato recita: "Noi della Fox 2000 abbiamo deciso di dare vita alla mia etichetta discografica chiamata FOX, in modo che finalmente tutti i miei fans possano scaricare il mio nuovo album o brani e remix secondo il loro desiderio! Siamo spazientiti dall'attendere che le case discografiche decidano quando e dove pubblicare i miei dischi. Sono molto fiera di questo album (Angel With An Attitude) e so che molti di voi stanno affrontando difficoltà e un dispendio economico nel reperirlo, poiché si può importare solamente dal Canada e dall'Australia. Questo è il mio album preferito perché tutte le canzoni scritte provengono dal cuore e solo dopo averle ascoltate potrete conoscere la vera Sam".
A seguito di questo, l'album Angel With An Attitude è stato messo in vendita in digital download sul sito Ditto Music e sui maggiori siti di music download tra cui anche iTunes. Nei primi giorni di febbraio 2009 il sito Ditto Music ha reso disponibili all'acquisto nuovi remix di Samantha Fox: Angel With An Attitude - The Remixes, Midnight Lover - The Remixes, Touch Me - The Remixes.
Ad agosto 2009 la stampa italiana rivela che Samantha Fox e Sabrina Salerno stanno registrando insieme la cover di Call Me dei Blondie. Nello stesso mese viene presentato il brano Tomorrow (Is Another Day) di Marc Mysterio featuring Samantha Fox ad una platea mondiale di oltre 100 milioni di ascoltatori radiofonici. Pochi giorni dopo la distribuzione alle stazioni radiofoniche in America, Europa (Italia compresa) e Russia, la canzone entra in rotazione e riceve ottime recensioni dal pubblico e dagli addetti ai lavori.
Il 9 settembre 2009 viene pubblicata su Vanity Fair Italia un'intervista esclusiva a Samantha Fox e Sabrina Salerno accompagnata da un nuovo servizio fotografico che ritrae le due artiste per la prima volta insieme. Viene così ufficialmente annunciata l'uscita di Call Me per metà del mese di ottobre.
Contemporaneamente, il singolo Tomorrow (Is Another Day) viene reso disponibile all'acquisto in esclusiva sul sito Beatport in nove versioni remixate a firma di Tony Verdult, Matt Early & David Doyle, Future Disciple, Mike Bordes e dei DJ italiani Stefano Brizi e DJ Varto.
Il 4 novembre 2009 cinque nuovi remix di Tomorrow (Is Another Day) sono pubblicati su Beatport e disponibili all'acquisto. Il 10 novembre 2009 vengono ripubblicati dall'etichetta americana Wounded Bird Records, in versione deluxe, i primi tre album dell'artista: Touch Me, Samantha Fox e I Wanna Have Some Fun. Le nuove edizioni contengono le tracce originali con suono rimasterizzato, con l'aggiunta di sei bonus track per ogni cd. Il 15 novembre 2009 hanno inizio le trasmissioni del reality show I'm A Celebrity... Get Me Out Of Here! (conosciuto in Italia come L'isola dei famosi) sul canale britannico ITV1, in cui Samantha Fox partecipa come concorrente.
In concomitanza con lo show, il sito ufficiale viene rilanciato con un nuovo design e Sony Music annuncia la pubblicazione di una nuova raccolta di successi della cantante, intitolata Greatest Hits, prevista per il 14 dicembre 2009. Il 14 dicembre 2009 viene pubblicato il Greatest Hits 2009 da Sony Music in due versioni: singolo cd contenente i più grandi successi da Touch Me fino a Tomorrow, e doppio cd con rarità prima difficilmente reperibili e inediti mai pubblicati. Lo stesso giorno Tomorrow viene messo in vendita anche sulle piattaforme internazionali di iTunes con 15 versioni del brano.
La sera del 16 febbraio 2010 Samantha Fox ritorna ai Brit Awards come presentatrice del premio per la migliore performance fatta nel corso dei trent'anni della manifestazione (il premio sarà consegnato a Geri Halliwell e Mel B in rappresentanza delle Spice Girls, vincitrici in questa categoria per la loro esibizione di Who Do You Think You Are). L'8 maggio 2010 viene messo in vendita sul portale musicale Beatport il nuovo singolo dei 4 Strings e Samantha Fox dal titolo Forever, pubblicato in quattro diverse versioni in formato digitale.
Il 9 maggio 2010 Sabrina Salerno annuncia dalle pagine del suo sito ufficiale che il videoclip di Call Me è trasmesso in esclusiva dal canale Music Box (sulla piattaforma Sky Italia). Nella terza settimana del maggio 2010 arriva nei negozi musicali italiani il singolo Call Me, disponibile in tre versioni: cd singolo (contenente otto remix), cd mini-album (contenente remix del titolo, remix dei successi delle due cantanti e il videoclip, per un totale di 11 tracce), picture disc (contenente quattro remix, di cui uno esclusivo per la versione in vinile). Allo stesso tempo anche i maggiori siti di musica online (come iTunes) propongono Call Me in vendita sui mercati internazionali. Il singolo raggiunge la quarta posizione dei singoli più venduti.
L'ultima settimana di novembre Call Me viene pubblicato in Germania dall'etichetta Zyx Music in versione cd maxi singolo contenente sette remix. A luglio 2012 vengono pubblicati i primi quattro album di Samantha Fox Touch Me, Samantha Fox I Wanna Have Some Fun e Just One Night in edizione deluxe dall'etichetta discografica inglese Cherry Pop. Ognuno di questi album è su doppio CD e contiene versioni remix inedite e anche brani inediti mai pubblicati prima.
Il 2 aprile 2014 viene pubblicato su YouTube il video ufficiale per il brano The Secret di Zante Dilemma VS Samantha Fox, inizialmente pubblicato come singolo digitale nel 2011. La canzone originale fu incisa nel 2008 dal gruppo ellenico e ripresa successivamente nel 2011 per essere inclusa nel successivo album di Samantha Fox.
Il lunedì 26 agosto viene pubblicato negli USA (in formato CD) e nel mondo (in formato digitale) l'album dei Full Force intitolato With Love From Our Friends in occasione dei 30 anni di carriera della band. Il nuovo lavoro contiene brani registrati con la collaborazione di oltre 30 artisti tra cui Samantha Fox. La canzone Dance, Dance, Throw Ur Hands Up In The Air è infatti cantata dai Full Force, Flavor Flav, Samantha Fox & The House Party Bullies.
Il 25 settembre 2021 in Italia come ospite del programma Arena Suzuki '60 '70 '80 condotto da Amadeus su Rai 1, dove canta Touch Me.

### Carriera cinematografica
Le fotografie della Fox crearono molto seguito in India tanto da essere invitata a prendere parte al film "Rock Dancer" realizzato a Bollywood. Scritto e diretto da V. Menon, prodotto da Subbir Mukhefjee, nel cast comparivano Shammi Kapoor, Kamal Sadanah, Ronit Roy, Sharon Prabhakar, Javed Jaffri, Johnny Lever e includeva anche una partecipazione di Govinda.
Altre apparizioni della cantante sono da annoverarsi nel film It's Been Real (scritto e diretto da Steve Varnom) con John Altman, The Match (scritto e diretto da Michael Davis) con Pierce Brosnan, Ian Holm, Tom Sizemore, Neil Morrissey, David Hayman e Isla Blair.
Nell'album From Under The Cork Tree, i Fall Out Boy hanno incluso il brano A Little Less Sixteen Candles, A Little More Touch Me, in riferimento al film Sixteen Candles - Un compleanno da ricordare e alla canzone Touch Me di Samantha Fox. Nel 2003 prese parte al reality show The Club, nel quale doveva gestire il più famoso bar frequentato da ospiti celebri come Jordan, in competizione con Richard Blackwood e Dean Gaffney.

## Vita privata

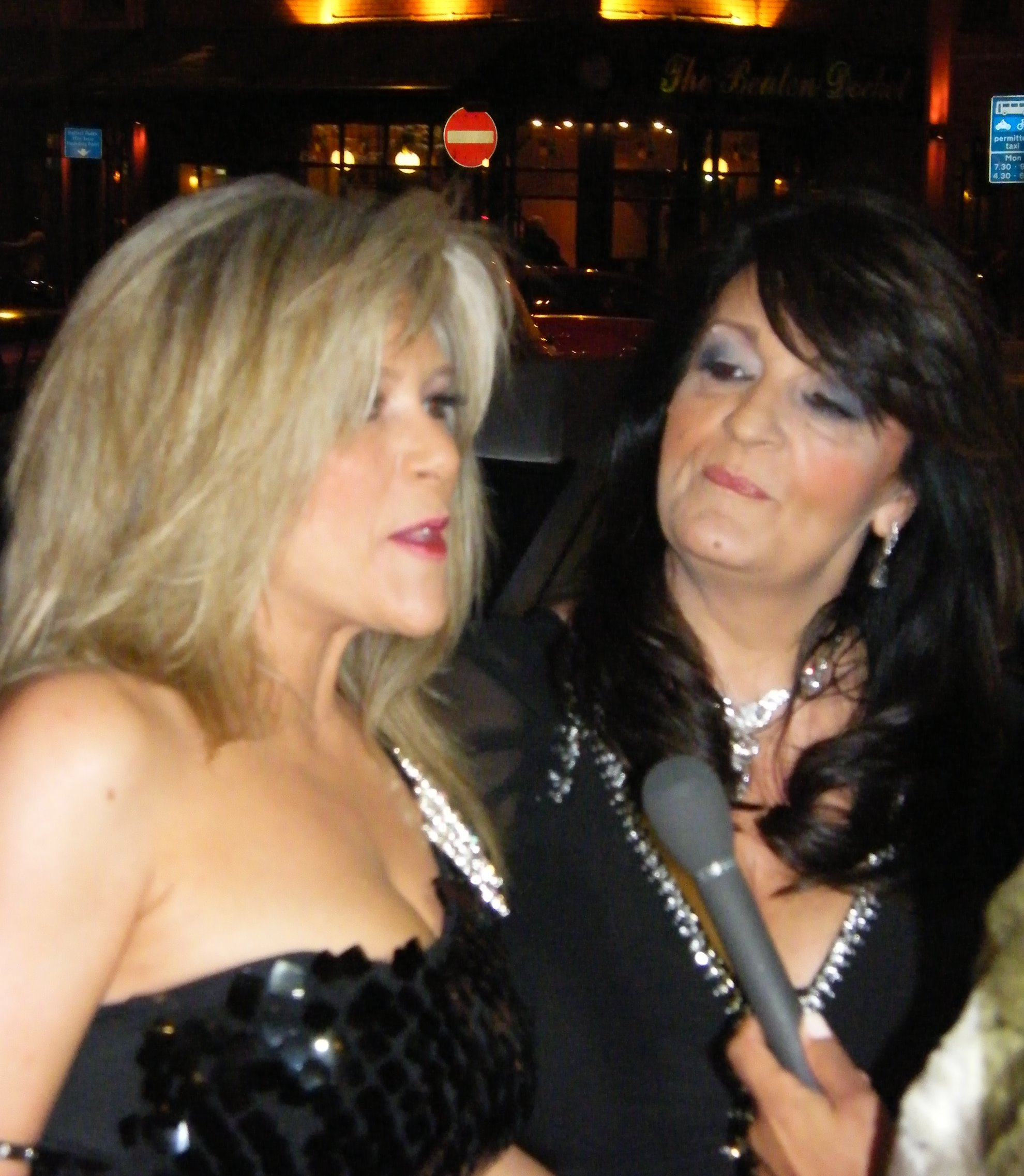
Samantha Fox assieme alla compagna Myra Stratton ai Fate Awards di Belfast, 2010

Nel febbraio del 2003, Fox dichiarò la sua omosessualità:
Samantha Fox confessò che molta della sua riluttanza a parlare della sua sessualità era dovuta alla paura di deludere i fan.

## Discografia

### Album
- 1986 - Touch Me (UK #17)
- 1987 - Samantha Fox (UK #22 - ITA #16)
- 1988 - I Wanna Have Some Fun (UK #46)
- 1991 - Just One Night
- 1998 - 21st Century Fox
- 2002 - Watching You, Watching Me
- 2005 - Angel With An Attitude

### Raccolte
- 1987 - The Megamix Album (solo in Giappone)
- 1992 - Greatest Hits
- 2009 - Greatest Hits
- 2017 - Play it Again, Sam - The Fox Box

### Singoli
- 1983 - Rockin' With My Radio (come S.F.X.)
- 1986 - Aim To Win (UK #112)
- 1986 - Holding
- 1986 - Touch Me (I Want Your Body) ((UK #3 - ITA #2)
- 1986 - Do Ya Do Ya (Wanna Please Me) (UK #10 - ITA #10)
- 1986 - Hold On Tight (UK #26)
- 1986 - I'm All You Need (UK #41)
- 1987 - Nothing's Gonna Stop Me Now (UK #8 - ITA #2)
- 1987 - I Surrender (To The Spirit Of The Night) (UK #25)
- 1987 - I Promise You (Get Ready) (UK #58)
- 1987 - True Devotion (UK #62)
- 1988 - Naughty Girls (Need Love Too) (UK #31)
- 1988 - Love House (UK #32 - ITA #17)
- 1989 - I Only Wanna Be With You (UK #16)
- 1988 - I Wanna Have Some Fun (UK #63 - ITA #23)
- 1991 - (Hurt Me! Hurt Me!) But The Pants Stay On
- 1991 - Another Woman (Too Many People) (UK #85)
- 1991 - Come Outside (featuring Bruno Brookes, Liz Kershaw and Frank Bruno)
- 1991 - Just One Night
- 1995 - Go for the Heart (come Sox) (UK #47)
- 1997 - Let Me Be Free (UK #188)
- 1997 - The Reason Is You (One On One)
- 1998 - Santa Maria (featuring DJ Milano) (UK #31)
- 1998 - Deeper
- 1998 - Perhaps
- 2004 - Touch Me (featuring Günther)
- 2005 - Angel With An Attitude
- 2005 - Sugar (with Superchambo)
- 2008 - Midnight Lover
- 2008 - Touch me (with Hotel Persona -Placebo-)
- 2009 - Tomorrow (featuring Marc Mysterio)
- 2010 - Call Me (featuring Sabrina Salerno)
- 2010 - Forever (featuring 4 Strings)
- 2011 - The Secret (featuring Zante Dilemma)
- 2015 - Dance Dance, Throw Your Hands Up In The Air Air (featuring Full Force, Flavor Flav & The 'House Party' Bullies)
- 2015 - Hot Stuff
- 2015 - La Isla Bonita
- 2016 - Touch Me 2016
- 2017 - The winner takes it all
- 2018 - Hot Boy
- 2021 - Tomorrow (with Nestor the band)

### Collaborazioni
- 2021 – Tomorrow (Nestor feat. Samantha Fox)

## Videografia
- 1987 - Making Music
- 1989 - I Wanna Have Some Fun
- 1990 - The Music Video Collection
- 1991 - Just One Night
- 1992 - Greatest Hits
- 1993 - Fighting Fit (featuring Barry McGuigan)
- 1996 - Calendar Girl
- 2002 - All Around The World
- 2009 - The Pleasure Zone: Live In Costa Rica (f+n)